# Octuor à vent, opus 103 (Beethoven)
L’Octuor à vent en mi bémol majeur, opus 103, fait partie des dernières œuvres écrites par Ludwig van Beethoven à Bonn en 1792 avant son établissement à Vienne comme pianiste virtuose. Il est publié de manière posthume chez Artaria en 1834, ce qui explique son numéro d’opus élevé. La page de titre de la partition autographe contient l’expression « dans un concert », preuve que l’œuvre fut destinée, au moins une fois, à un concert.
Beethoven en parlait comme de sa « Parthie », (la partita qui comprend un certain nombre de mouvements est un genre analogue à la suite et, comme elle, s'oppose à la forme rigoureuse de la sonate ou de la symphonie).
Le Rondino en mi bémol majeur, WoO 25, date de la même époque et on suppose — de par la tonalité et l'effectif instrumental — qu'il était destiné à être le quatrième mouvement (sans doute pas le finale, de par son caractère et son tempo) de l’Octuor qui sera lui-même la matrice d'une œuvre plus aboutie, le Quintette à cordes, opus 4, composé par Beethoven durant ses premières années à Vienne.

## Structure
1. Allegro
2. Andante
3. Menuetto
4. Finale, presto

Le premier mouvement, de forme sonate, repose essentiellement sur un motif nerveux, fébrile, énoncé d’abord au hautbois, idée qui contraste avec les mélodies plus amples. Le mélodieux Andante est en réalité un duo pour hautbois et basson, l’ensemble soutenant ce dialogue mais sans les clarinettes. Quoique marqué menuet, le troisième mouvement est un authentique scherzo beethovénien, transpercé de sauts d’octaves saccadés et d’arpèges. Son trio est la simplicité même, qui voit les questions bégayantes, à la clarinette et au basson, trouver une réponse dans les cadences de tutti directes. Le finale en rondo nous montre Beethoven au meilleur de sa vivacité d’esprit, avec une musique badine, dont l’écriture virtuose, surtout celle des cors, atteste la qualité des instrumentistes du Prince-électeur de Bonn.
Le Rondino est marqué andante et confie des parties assez importantes aux cors, parfois utilisés en sourdine.

## Discographie
- Membres de l'Orchestre Philharmonique de Berlin (DG 439 852-2)
- Albion Ensemble (Hyperion CDH55037) — instruments historiques
- Amphion Blaseroktett (harmonia mundi)
- Octuor à vent Paris-Bastille (harmonia mundi)
- Mozzafiato (Sony Vivarte 796262 ou 53367)
- Classical Winds (Amon Ra)
- Consortium Classicum (CPO 999438)
- Netherlands Wind Ensemble (Chandos 9470)
- Oslo Kammerakademi (LAWO LWC1036)
- Solistes du Chamber Orchestra of Europe (COE Records CDCOE807)
- Österreichische Kammerharmonie (Preiser PR90242)
- Blaserensemble Sabine Meyer (Warner Classics 4312672)
- Vienna Philharmonic Wind Group (Naxos 9.80336)
- Ricercar Academy (Ricercar RIC 092078) pour le Rondino WoO 25 seul

## Sources
- Jean Massin et Brigitte Massin, Ludwig van Beethoven, Paris, Fayard, 1967, 851 p. (ISBN 2-213-00348-3), p. 591-592
- Martin Harlow, Notes pour l'enregistrement du Albion Ensemble, Hyperion Records 1999.